# جاك ديلا مادالينا
جياكومو «جاك» ديلا مادالينا (بالإنجليزية: Giacomo "Jack" Della Maddalena؛ مواليد 10 سبتمبر 1996) هو مُقاتل فنون قتالية مختلطة أسترالي. يُنافس حاليًا في فئة وزن الوسط في يو إف سي،  وهو بطل يو إف سي لوزن الوسط الحالي. اعتبارًا من 1 يوليو 2025، أصبح في المركز الثامن في تصنيفات يو إف سي لأفضل المقاتلين في جميع الأوزان.

## مسيرته في فنون القتال المختلطة

### مسيرته المبكرة
خاض أول نزال احترافي له في 12 مارس 2016 ضد ألدين بيتس، وخسر النزال بالضربة الفنية القاضية في الجولة الثالثة. ثم خسر نزاله التالي أمام دارسي فيندي بالإخضاع في الجولة الأولى، قبل أن يحقق سلسلة انتصارات من تسع مباريات بينما حصل على لقب بطولة إيه إم إم آي لوزن الوسط ودافع عنها أربع مرات.
تمت دعوة ديلا مادالينا لمواجهة أنجي لووسا في 14 سبتمبر 2021 في سلسلة منافسات دانا وايت 39، حيث فاز بالنزال بقرار الحكام بالإجماع وحصل على عقد من يو إف سي.

### يو إف سي
فاز بالنزال عبر الضربة الفنية القاضية في الجولة الأولى.
كان من المقرر أن يخوض ديلا مادالينا أول نزال له في يو إف سي ضد بطل الوزن المتوسط في بطولة المقاتل النهائي: البرازيل 3، وارلي ألفيس في 22 يناير 2022 في بطولة يو إف سي 270. ومع ذلك، انسحب ألفيس في أوائل يناير لأسباب غير معلنة وتم استبداله بالوافد الجديد بيت رودريجيز. فاز بالنزال بالضربة الفنية القاضية في الجولة الأولى.
واجه ديلا مادالينا رامازان إيمييف في 11 يونيو 2022 في يو إف سي 275. فاز بالنزال بالضربة القاضية الفنية في الجولة الأولى. نال بسبب هذا الفوز مكافأة أداء الليلة.
واجه ديلا مادالينا داني روبرتس في 19 نوفمبر 2022 في يو إف سي ليلة القتال: نزيتشوكو ضد كويلابا. فاز بالنزال بالضربة القاضية الفنية في الجولة الأولى. بهذا الفوز، حصل ديلا مادالينا على مكافأة أداء الليلة الثانية على التوالي.
واجه ديلا مادالينا راندي براون في 12 فبراير 2023 في يو إف سي 284. وفاز بالنزال عن طريق الإخضاع في الجولة الأولى. وقد نال بسبب هذا الفوز مكافأة أداء الليلة.
كان من المقرر أن يواجه ديلا مادالينا شون برادي في 8 يوليو 2023 في يو إف سي 290. ومع ذلك، في 30 يونيو، انسحب برادي من النزال بسبب إصابة غير معلنة. تم استبداله بالوافد الجديد للمنظمة جوشيا هاريل. في اليوم السابق للحدث في 7 يوليو، سُحب هاريل من النزال بسبب تشخيص إصابته بداء مويامويا أثناء الفحص الطبي قبل النزال وتم إلغاؤه.
واجه ديلا مادالينا الوافد الجديد باسل حافظ في 15 يوليو 2023 في حدث يو إف سي على إي إس بي إن: هولم ضد بوينو سيلفا. فاز بالنزال بقرار الحكام بالانقسام. حصل كلا المقاتلين على مكافأة قتال الليلة.
واجه ديلا مادالينا كيفن هولاند في 16 سبتمبر 2023 في حدث يو إف سي ليلة القتال 227. فاز بالنزال بقرار الحكام بالانقسام. 16 من أصل 16 بطاقة تقييم إعلامية سجلتها لصالح ديلا مادالينا.
واجه ديلا مادالينا جيلبرت بيرنز في 9 مارس 2024 في يو إف سي 299. فاز بالنزال بالضربة القاضية الفنية في الجولة الثالثة. نال بسبب هذا النزال مكافأة أداء الليلة مرة أخرى.

#### بطل يو إف سي لوزن الوسط
كان من المقرر أن يواجه ديلا مادالينا بطل يو إف سي لوزن الوسط ليون إدواردز في الحدث الرئيسي في 22 مارس 2025 في حدث يو إف سي ليلة القتال 255. ومع ذلك، تم سحبه من تلك المباراة من أجل التنافس ضد بلال محمد على بطولة UFC للوزن المتوسط في 10 مايو 2025 في يو إف سي 315. فاز ديلا مادالينا بالمباراة والبطولة بقرار إجماعي. أكسبه هذا النزال مكافأة قتال الليلة مرة أخرى.

## البطولات والإنجازات

### فنون القتال المختلطة
- يو إف سي
  - بطل يو إف سي لوزن الوسط (مرة واحدة، الحالي)
  - أداء الليلة (أربع مرات) ضد رمضان إيميف، داني روبرتس، راندي براون وغيلبرت بورنس[13][16][19][31]
  - قتال الليلة (مرتين) ضد باسل حافظ، وبلال محمد[36][37]
  - بالمشاركة مع (ليون إدواردز وإيان ماتشادو غاري) كثالث أطول سلسلة انتصارات في تاريخ فئة وزن الوسط في بطولة يو إف سي (8)[38]
- فنون القتال المختلطة الخالدة
  - بطولة إيما لوزن الوسط (مرة واحدة)
    - أربع دفاعات ناجحة عن اللقب
- ريجن فايتنغ
  - بطولة آر إف لوزن الوسط (مرة واحدة)
- إي إس بي إن
  - أفضل مُقاتل ناشئ في يو إف سي للرجال لعام 2022[39]
- كيجسايد بريس
  - الوافد الجديد لعام 2022 بالشراكة مع جيلتون ألميدا[40]

## سجل فنون القتال المختلطة
| السجل المهني |        |         |
| 20 نزال      | 18 فوز | 2 خسارة |
| ضربة قاضية   | 12     | 1       |
| إخضاع        | 2      | 1       |
| قرار القضاة  | 4      | 0       |

| النتيجة | السجل | الخصم        | الطريقة                        | الحدث                                         | التاريخ        | الجولة | الوقت | المكان                                | الملاحظات                                        |
| ------- | ----- | ------------ | ------------------------------ | --------------------------------------------- | -------------- | ------ | ----- | ------------------------------------- | ------------------------------------------------ |
| فاز     | 18–2  | بلال محمد    | قرار القضاة (بالإجماع)         | يو إف سي 315                                  | 10 مايو 2025   | 5      | 5:00  | مونتريال، كيبك، كندا                  | فاز بلقب بطولة يو إف سي لوزن الوسط. قتال الليلة. |
| فاز     | 17–2  | غيلبرت بورنس | ضربة قاضية (بالركبة والمرفقين) | يو إف سي 299                                  | 9 مارس 2024    | 3      | 3:43  | ميامي، فلوريدا، الولايات المتحدة      | أداء الليلة.                                     |
| فاز     | 16–2  | كيفن هولاند  | قرار الحكام (بالانقسام)        | يو إف سي ليلة القتال: جراسو ضد شيفتشينكو 2    | 16 سبتمبر 2023 | 3      | 5:00  | لاس فيغاس، الولايات المتحدة           |                                                  |
| فاز     | 15–2  | باسل حافظ    | قرار الحكام (بالانقسام)        | يو إف سي على إي إس بي إن: هولم ضد بوينو سيلفا | 15 يوليو 2023  | 3      | 5:00  | لاس فيغاس، الولايات المتحدة           | قتال الليلة.                                     |
| فاز     | 14–2  | راندي براون  | إخضاع (خنق خلفي عاري)          | يو إف سي 284                                  | 12 فبراير 2023 | 1      | 2:13  | برث، أستراليا                         | أداء الليلة.                                     |
| فاز     | 13–2  | داني روبرتس  | ضربة فنية قاضية (باللكمات)     | يو إف سي ليلة القتال: نزيتشوكو ضد كويلابا     | 19 نوفمبر 2022 | 1      | 3:24  | لاس فيغاس، نيفادا، الولايات المتحدة   | أداء الليلة.                                     |
| فاز     | 12–2  | رمضان إيميف  | ضربة فنية قاضية (باللكمات)     | يو إف سي 275                                  | 11 يونيو 2022  | 1      | 2:32  | كالانغ (سنغافورة)، سنغافورة           | أداء الليلة.                                     |
| فاز     | 11–2  | بيت رودريجيز | ضربة فنية قاضية (باللكمات)     | يو إف سي 270                                  | 22 يناير 2022  | 1      | 2:59  | آناهايم، كاليفورنيا، الولايات المتحدة |                                                  |
| فاز     | 10–2  | أنجي لوزا    | قرار الحكام (بالإجماع)         | سلسلة منافسات دانا وايت 39                    | 14 سبتمبر 2021 | 3      | 5:00  | لاس فيغاس، نيفادا، الولايات المتحدة   |                                                  |
| فاز     | 9–2   | ألدين بيتس   | ضربة قاضية (بلكمة)             | فنون القتال المختلطة الخالدة 53               | 10 أكتوبر 2020 | 1      | 1:12  | برث، أستراليا                         | دافع عن لقب بطولة إيه إم إم آي لوزن الوسط.       |
| فاز     | 8–2   | جلين بيتيجرو | ضربة فنية قاضية (باللكمات)     | فنون القتال المختلطة الخالدة 51               | 29 فبراير 2020 | 2      | 1:55  | برث، أستراليا                         | دافع عن لقب بطولة إيه إم إم آي لوزن الوسط.       |
| فاز     | 7–2   | كيفن جوسيت   | ضربة فنية قاضية (إيقاف الطبيب) | فنون القتال المختلطة الخالدة 48               | 4 أكتوبر 2019  | 2      | 5:00  | ملبورن، أستراليا                      | دافع عن لقب بطولة إيه إم إم آي لوزن الوسط.       |
| فاز     | 6–2   | دين أبرامو   | ضربة فنية قاضية (باللكمات)     | فنون القتال المختلطة الخالدة 37               | 22 سبتمبر 2018 | 1      | 2:27  | برث، أستراليا                         | دافع عن لقب بطولة إيه إم إم آي لوزن الوسط.       |
| فاز     | 5–2   | لوك هوارد    | ضربة قاضية (بلكمة)             | فنون القتال المختلطة الخالدة 31               | 10 مارس 2018   | 2      | 0:28  | برث، أستراليا                         | فاز بلقب بطولة إيه إم إم آي لوزن الوسط.          |
| فاز     | 4–2   | جيمس دوكيت   | إخضاع (خنق خلفي عاري)          | قفص المحاربين 88                              | 28 أكتوبر 2017 | 2      | 3:44  | ليفربول، إنجلترا                      |                                                  |
| فاز     | 3–2   | تاي دنكان    | ضربة فنية قاضية (باللكمات)     | فنون القتال المختلطة الخالدة 26               | 8 يوليو 2017   | 2      | 0:19  | غولد كوست، أستراليا                   |                                                  |
| فاز     | 2–2   | جلين بيتيجرو | ضربة فنية قاضية (باللكمات)     | ريجن فايتنغ 3                                 | 8 مارس 2017    | 1      | 3:26  | بريزبان، أستراليا                     | فاز بلقب بطولة آر إف لوزن الوسط.                 |
| فاز     | 1–2   | براندت كوجيل | ضربة قاضية (بالمرفق)           | فنون القتال المختلطة الخالدة 20               | 15 أكتوبر 2016 | 1      | 1:57  | غولد كوست، أستراليا                   | العودة إلى وزن الوسط.                            |
| خسر     | 0–2   | دارسي فيندي  | إخضاع (خنق خلفي عاري)          | فنون القتال المختلطة الخالدة 17               | 28 مايو 2016   | 1      | 4:11  | غولد كوست، أستراليا                   | أول ظهور في الوزن المتوسط.                       |
| خسر     | 0–1   | ألدين بيتس   | ضربة فنية قاضية (باللكمات)     | فنون القتال المختلطة الخالدة 15               | 12 مارس 2016   | 3      | 2:16  | برث، أستراليا                         | أول ظهور في وزن الوسط.                           |

## وصلات خارجية
- جاك ديلا مادالينا على موقع يو إف سي (الإنجليزية)
- جاك ديلا مادالينا على موقع شيردوغ (الإنجليزية)
- جاك ديلا مادالينا على موقع Tapology.com (الإنجليزية)
- جاك ديلا مادالينا على موقع إي إس بي إن (الإنجليزية)
- جاك ديلا مادالينا على موقع IMDb (الإنجليزية)

| الجوائز و الإنجازات | الجوائز و الإنجازات                                    | الجوائز و الإنجازات |
| ------------------- | ------------------------------------------------------ | ------------------- |
| سبقه بلال محمد      | بطل يو إف سي الخامس عشر لوزن الوسط 10 مايو 2025 – الآن | الحالي              |